# Izvoarele (Prahova)
Izvoarele es una comuna ubicada en el distrito de Prahova, Rumania.

## Superficie
Posee una superficie de 75,01 kilómetros cuadrados.

## Demografía
Hasta 2021 la población era de 6127 habitantes, con una densidad de población de 81,68 habitantes por kilómetro cuadrado.